# Robert Lynn Asprin
Robert Lynn Asprin (28. října 1946, St. Johns, Michigan, USA – 22. května 2008, New Orleans, Louisiana) byl americký autor fantasy a science fiction literatury. Mezi jeho nejslavnější díla patří humorná série Mýtus a 12dílná antologie Svět zlodějů.

## Dílo
- Tambu (1979)
- Války hmyzu (1979)
- Mirror Friend, Mirror Foe (1979) (s Georgem Takei)
- Phulova rota (Phule's Company, 1990)
- Phulův ráj (Phule’s Paradise, 1992)
- Catwoman (1992) (s Lynn Abbeyovou)
- License Invoked (únor 2001)
- For King and Country (červenec 2002)
- E.Godz (květen 2005)

### Mytická edice
1. Další prima mýtus (Another Fine Myth, 1978)
2. Zrození mýtu aneb Další pěkná šlamastyka (Myth Conceptions, 1980)
3. Nástup mýtu aneb Prima dárek pro Aahze (Myth Directions, 1982)
4. Mýtus pokračuje aneb Skeeve vrací úder (Hit or Myth, 1983)
5. Zrádný mýtus aneb Jak se to málem nevyplatilo (Myth-ing Persons, 1984)
6. Mýtus v ohrožení aneb Zastavená Stázka (Little Myth Marker, 1985)
7. M.Y.T.H. Inc. nastupuje aneb Mýtus trochu jinak (M.Y.T.H. inc. Link, 1986)
8. Mýtus nebo mystifikace ? aneb Mezi neperfektními Pervekty (Myth-Nomers and Im-Pervections 1987)
9. M.Y.T.H. Inc. v akci aneb Ztráty nepovoleny (M.Y.T.H. inc. in Action, 1990)
10. Sladké (místy) o životě mýty (Sweet Myth-tery of Life, 1993)
11. Myšn impasybl aneb Svérázný mýtus (Myth-Ion Improbable, 2001)
12. M.Y.T.H. Inc. má starosti aneb Ať žije Glíp (Something M. Y. T. H. Inc., 2002)
13. Mýtus je tu zas aneb Neuvěřitelné příběhy (Myth-told Tales, 2003) s Jody Lynn Nye
14. Pervekce nebo perferze aneb Mýtus při tom nesmí chybět (Myth Alliances (2003) s Jody Lynn Nye
15. Zaměněná identita aneb Zmýtěná neplatí (Myth-taken Identity, 2004) s Jody Lynn Nye
16. Cesta do hlubin študákova mýtu aneb Poslední zvonění (Class Dis-Mythed, 2005) s Jody Lynn Nye
17. Mytické poklady aneb Rychle nabyl rychle pozbyl (Myth-Gotten Gains, 2006) s Jody Lynn Nye
18. Mýt jen tak trochu štěstí aneb Tady nepomůže ani trollí pacička (Myth-Fortunes, 2008) s Jody Lynn Nye
19. ? (Myth-Chief, 2009) s Jody Lynn Nye
20. ? (Myth-Quoted, 2012) od Jody Lynn Nye - na knize je vzpomínkově napsáno Robert Asprin's Myth-Quoted, neboť na ní pracovali spolu ještě před Myth-Fortunes, avšak na přání nakladatele ji posléze odložili bokem a nevydali.
21. ? (Myth-Fits, 2016) od Jody Lynn Nye - na knize je vzpomínkově napsáno Robert Asprin's Myth-Fits.
22. ? (Ain't Myth-Behavin, dosud nevydáno).

Jody Lynn Nye po smrti Roberta Asprina přislíbila na webu Mytické série, že napíše a vydá minimálně další dva navazující díly, toto započalo knihou Myth-Quoted, navazovat by měla kniha Ain't Myth-Behavin
V roce 2010 vyšla kolekce Asprinových krátkých povídek pod názvem Myth-Interpretations. Tato kniha obsahuje úvod o Robertu Asprinovi od vydavatele Billa Fawcetta, 6 krátkých příběhů z Mytické edice - The Myth Adventures Proposal, Myth Adventures, Gleep's Tale, M.Y.T.H. Inc. Instructions, Mything in Dreamland, Myth-Trained, 2 příběhy z edice Svět zlodějů - A Gift in Parting, To Guard the Guardians, a dále 11 povídek souvisejících většinou s některým z jeho ostatních děl, nebo úplně samostatné.